# República Socialista Soviètica de Moldàvia
La República Socialista Soviètica de Moldàvia o RSS de Moldàvia (ciríl·lic moldau/romanès: Република Советикэ Сочиалистэ Молдовеняскэ, romanès: Republica Sovietică Socialistă Moldovenească, rus: Молда́вская Сове́тская Социалисти́ческая Респу́блика) va ser una república constituent de la Unió Soviètica del 1940 al 1941 i del 1944 al 1991.
La república estava composta per parts de Transnístria -que havien estat part de l'RSS d'Ucraïna- i parts de Romania que van ser traspassades a la Unió Soviètica després del pacte Mólotov-Ribbentrop.
El nom va ser canviat a República de Moldàvia el 1991, any en què es va declarar la independència del país.

## Demografia
La República Socialista Soviètica de Moldàvia, va ser la república de l'URSS més densament poblada.
La seva població l'any 1989 estava composta per les següents ètnies:
- Romanesos (o Moldaus) 64,5%
- Ucraïnesos 13,8%
- Russos 13,0%
- Jueus 1,5%
- Búlgars 2,0%
- Altres (inclosa l'ètnia túrquida Gagauz) 5,2%

## Economia
L'economia de l'RSS de Moldàvia es basava principalment en la producció agrícola, especialment la producció de fruita. L'única regió de Moldàvia amb presència destacable d'indústria era Transnístria, on el 1990 suposava el 40% del PIB moldava i el 90% de la producció d'electricitat